# Цюрихський трамвай
47°22′41″ пн. ш. 8°32′25″ сх. д. / 47.378169444444° пн. ш. 8.5401777777778° сх. д.
Цюрихський трамвай (нім. Strassenbahn Zürich) — трамвайна мережа міста Цюрих, Швейцарія.
Трамваї грають найважливішу роль у мережі громадського транспорту Цюриха, перевозячи до 2/3 від загального пасажиропотоку міста
.
Трамвайна мережа обслуговує більшість міських районів та навіть деякі передмістя Цюриха. В історичному центрі Цюриха трамвайні лінії прокладені такими найважливішими магістралями, як, наприклад, Бангофштрассе та Лімматквай.
Довжина трамвайної мережі Цюриха становить 113,1 км (у двоколійному обчисленні)

Ширина колії — 1000 мм.
Трамвайна мережа Цюриха має 13 міських маршрутів та є найбільшою у Швейцарії.
12 маршрутів обслуговуються підприємством Verkehrsbetriebe Zürich (VBZ) та один — Verkehrsbetriebe Glattal (VBG). Обидва підприємства входять до об'єднання Zürcher Verkehrsverbund(ZVV).

## Історія
Різні проєкти будівництва трамвая в Цюриху висувалися починаючи з 1860-х років.
Перша лінія конки з'явилася у Цюриху у вересні 1882 року.
Вона мала стандартну європейську ширину колії (1435 мм).
У березні 1894 року у місті було відкрито відразу дві лінії електричного трамвая з метрової колією (1000 мм)

Одна з них сполучила Беллефю і Бургвіс, а інша — Беллефю і Ремероф.
Спочатку мережі конки та електричного трамваю обслуговувалися двома різними приватними компаніями.
Проте вже в середині 1896 року було засновано підприємство Städtische Strassenbahn Zürich (StStZ, нині VBZ), яке досі обслуговує більшу частину цюрихської трамвайної мережі

Тоді ж обидві мережі електричного трамваю було викуплено містом, і почалося активне будівництво нових ліній.
Незабаром на початку 1897 року лінії конки також були викуплені StStZ.
У червні-жовтні 1900 року вся мережа конки була електрифікована, перешита на метрову колію та включена до мережі електричного трамваю.
На початку XX століття мережа трамвайних ліній у центральній частині Цюриха стала близькою до сучасної.
Окрім StStZ, протягом 1895—1901 років у найближчих передмістях Цюриха (які сьогодні входять до міста), було засновано ще цілу низку приватних транспортних компаній, які відкрили свої власні трамвайні лінії.
Проте в 1903—1931 роках усі вони були поетапно викуплені StStZ та інтегровані у міську трамвайну мережу
,
отже до 1931 року вона зайняла практично монопольне становище над ринком міського і заміського транспорту Цюриха.
У цей період трамвайна мережа Цюриха досягла максимального розширення, сполучивши більшість районів міста та цілу низку передмість.
Тодішня конфігурація мережі лягла у базис сучасної.
У 2-ій половині XX століття трамвайна мережа неодноразово зазнавала загроз з боку планів її часткової заміни автобусами, тролейбусами, штадтбаном і повноцінним метрополітеном, але здебільшого їй вдалося благополучно уникнути демонтажів.
Єдиною серйозною втратою можна вважати закриття трамвайного маршруту 1, який в 1954 був замінений автобусним, а потім, в 1956—1958 роках — тролейбусним (по його трасі прокладено нинішній тролейбусний маршрут 31)
.
В 1962 року жителі Цюриха на референдумі відкинули проєкт будівництва тіфбану, який передбачав переведення трамваїв у підземні траси у центрі міста

В 1973 року на аналогічному референдумі відкинуто проєкт будівництва важкорейкового метрополітену (U-Bahn)
.
В 1976 році, вперше з 1954-го, було відкрито нову трамвайну лінію від Гардтурм до Вердгельцлі, по якій було продовжено маршрут 4
.
З цього періоду магістральне транспортне сполучення у Цюриху майже повністю покладено на трамваї.
Велику увагу приділяли вдосконаленню організації трамвайного руху.
З часом трамвайна мережа ЦюрихаЮ а саме VBZ, добивалася все більших і більших успіхів у збільшенні відносної частки громадського транспорту в загальному обсязі міських пасажирських перевезень, що у Цюриху становить 65 %

і є найвищою у світі. Сукупність ключових факторів, що лежать в основі цього успіху, здобула популярність як «Цюрихська модель» громадського транспорту, яку згодом стали переймати багато міст Європи та світу.
Ймовірно цюрихський трамвай відіграв важливу роль у всесвітньому поширенні трамвайного ренесансу на початку XXI століття.
У нинішньому столітті трамвайна мережа Цюриха почала розвиватися ще активніше.
Маршрут 11 ще 1998 року був продовжений до Галленстадіон, а у грудні 2006 року— до Ауцельг
.
Новозбудована дистанція вперше з 1931 належить не VBZ, а окремої компанії — VBG.
Він є першою чергою проєкту Глаттальбан

У березні 2007 року через відкриття торгово-розважального комплексу «Sihlcity» маршрут 5 був продовжений існуючими лініями до Лаубегг.
У грудні 2008 року маршрут 10 був продовжений новозбудованою лінією до аеропорту Цюриха (це друга черга проєкту Глаттальбану
), а його обслуговування передано новому підприємству VBG, утвореному за 2 роки до цього.

## Лінії
| Маршрут | Опис («Частина маршруту, виділена курсивом, прямує колією Глаттальбану») |
| ------- | --- |
| 2       | Цюрих-Тіфенбруннен — Беллефю — Бюркліплац — Парадеплац — Штауффагер — Альбісридерплац — Фарбгоф — Шлірен-Гайсвайд                                                                                              |
| 3       | Клусплац — Ремероф — Кунстгаус — Централь — Цюрих-Головний — Штауффагер — Альбісридерплац — Альбісриден |
| 4       | Цюрих-Тіфенбруннен — Беллефю — Централь — Цюрих-Головний — Ешер-Вісс-Плац — Цюрих-Альтстеттен |
| 5       | (Лаубегг -) Цюрих-Енге — Бюркліплац — Беллефю — Кунстаус — Кірхе-Флунтерн (- Зоо) |
| 6       | Вердгельцлі — Ешер-Вісс-Плац — Цюрих-Головний — Централь — ЕТ/Уніферзитетшпиталь — Кірхе-Флунтерн — Зоо |
| 7       | Штетбах — Швамендінгерплац — Мільхбук — Шафгаузерплац — Централь — Цюрих-Головний — Парадеплац — Цюрих-Енге — Воллісгофен                                                                                      |
| 8       | Гардтурм — Ешер-Вісс-Плац — Гардбрюкке — Гардплац — Штауффагер — Зельнау — Парадеплац — Бюркліплац — Беллефю — Штадельгофен — Кройцплац — Ремероф — Клусплац)                                                  |
| 9       | Гірценбах — Швамендінгерплац — Мільхбук — Фунікулер Рігіблік — ЕТ/Уніферзитетшпиталь — Кунстгаус — Беллефю — Бюркліплац — Парадеплац — Штауффагер — Гойрід (- Тримлі)                                          |
| 10      | (Альбисгютлі — Лаубегг — Цюрих-Енге — Парадеплац -) Цюрих-Головний — Централь — ЕТ/Уніферзитетшпиталь — Зайльбан-Рігіблік — Мільхбук — Штернен-Ерлікон — Цюрих-Ерлікон — Глатпарк — Глатбругг — Цюрих-Аеропорт |
| 11      | Цюрих-Регальп — Кройцплац — Штадельгофен — Беллефю — Бюркліплац — Парадеплац — Цюрих-Головний — Шафгаузерплац — Бухегплац — Цюрих-Ерлікон — Штернен-Ерлікон — Мессе/Галленштадіон — Глатпарк — Ауцельг         |
| 12      | Цюрих-Аеропорт — Глатбругг — Глатпарк — Ауцельг — Валлізеллен — Глатцентрум — Штетбах |
| 13      | Альбісгюті — Лаубегг — Цюрих-Енге — Парадеплац — Цюрих-Головний — Ешер-Вісс-Плац — Майерофплац — Франкенталь                                                                                                   |
| 14      | Зебах — Штернен-Ерлікон — Мільхбук — Шафгаузерплац — Цюрих-Головний — Штауффагер — Гойрид — Тримлі |
| 15      | Цюрих-Штадельхофен — Беллефю — Централь — Шафгаузерплац — Бухегплац |

## Рухомий склад
| Фото                                                             | №         | Тип                | Позначення | Кількість | Роки побудови | Місткість Сидячих/Стоячих | Примітки |
| ---------------------------------------------------------------- | --------- | ------------------ | ---------- | --------- | ------------- | ------------------------- | --- |
| Цюрих Be 4-6 Tram 2000 2034 Беллефю                              | 2001-2098 | Tram 2000          | Be 4/6     | 98        | 1976–1987     | 50/54                     | Двосекційний зчленований варіант конструкції Tram 2000 розроблений для Цюриха, з яких 98 вагонів було поставлено у два етапи в 1976 — 1978 та 1985 — 1987. Кожен транспортний засіб має 21,4 м завдовжки і 2,2 м завширшки. У більшості випадків ці вагони працюють у складі потягів. |
| Трамвай Tram 2000 з центральною низькопідлогою секцією           | 2099-2121 | Tram 2000          | Be 4/8     | 23        | 1991–1992     | 68/75                     | Спочатку двосекційні були схожі на вагони № 2001-2098 рр., ці вагони випускалися в 1992 — 1993 рр. В 1999 — 2005 рр. вони були перебудовані з третьою центральною низькопідлогою секцією. Кожен вагон має 28 м завдовжки та 2,2 м завширшки. Вони також відомі як «Sänfte». |
| Цюрих Be 4-6 Tram 2000 2303 Зебах                                | 2301-2315 | Tram 2000          | Be 4/6     | 15        | 1978          | 50/57                     | Двосекційний шарнірний вагон схожий на 2001-2098 рр., але без кабіни водія. Ці вагони були побудовані в 1978 році, і вони працювати як причепні у потягах з моторним трамваєм 2000. Кожен вагон має 21,4 м завдовжки та 2,2 м завширшки. |
| Односекційний трамвай Tram 2000 Pony                             | 2401-2435 | Tram 2000          | Be 2/4     | 35        | 1985–1992     | 35/41                     | Односекційний незчленований вагон без кабіни водія. Ці вагони були побудовані в два етапи: в 1985 — 1987 та 1992 — 1993 роках. Як і 2301-2315, вони працювати як причепні у потягах з моторним трамваєм 2000. Кожен трамвай має 15,4 м завдовжки та 2,2 м завширшки. Вони також відомі як «Pony».[31][33] |
| A Bombardier Cobra низькопідлоговий трамвай на типовій колії ВБЗ | 3001-3088 | Bombardier Cobra   | Be 5/6     | 88        | 2001–2010     | 90/113                    | Один із двох марок трамваїв, які регулярно працюють, є 88 сучасних низькопідлогових трамваїв Bombardier Cobra, поставлених в 2001 — 2010 рока. 18 з них (3062-3079) були в лівреї VBG. Це всі п’ять секційних зчленованих вагонів, які працюють на шести парах коліс, п’ять з яких мають двигун. Кожен транспортний засіб має 36 м завдовжки та 2,4 м завширшки. Через свою довжину «Кобри» працюють лише воднині у звичайній експлуатації |
|                                                                  | 4001–4110 | Bombardier Flexity | Be 6/8     | 110*      | 2019–2027     | 91/188                    | Найновіший тип вагонів, що на даний момент використовується у Цюриху. Зчленовані 7-секційні вагони завдовжки 42 метри почали надходити до міста у 2019 році. Через свою довжину не можуть використовуватися на маршрутах 3, 5, 6 і 9 через недостатню довжину платформ на цих маршрутах. *Загалом місто замовило 110 вагонів такого типу, які мають надійти до 2027 року.                                                                  |

## Інфраструктура

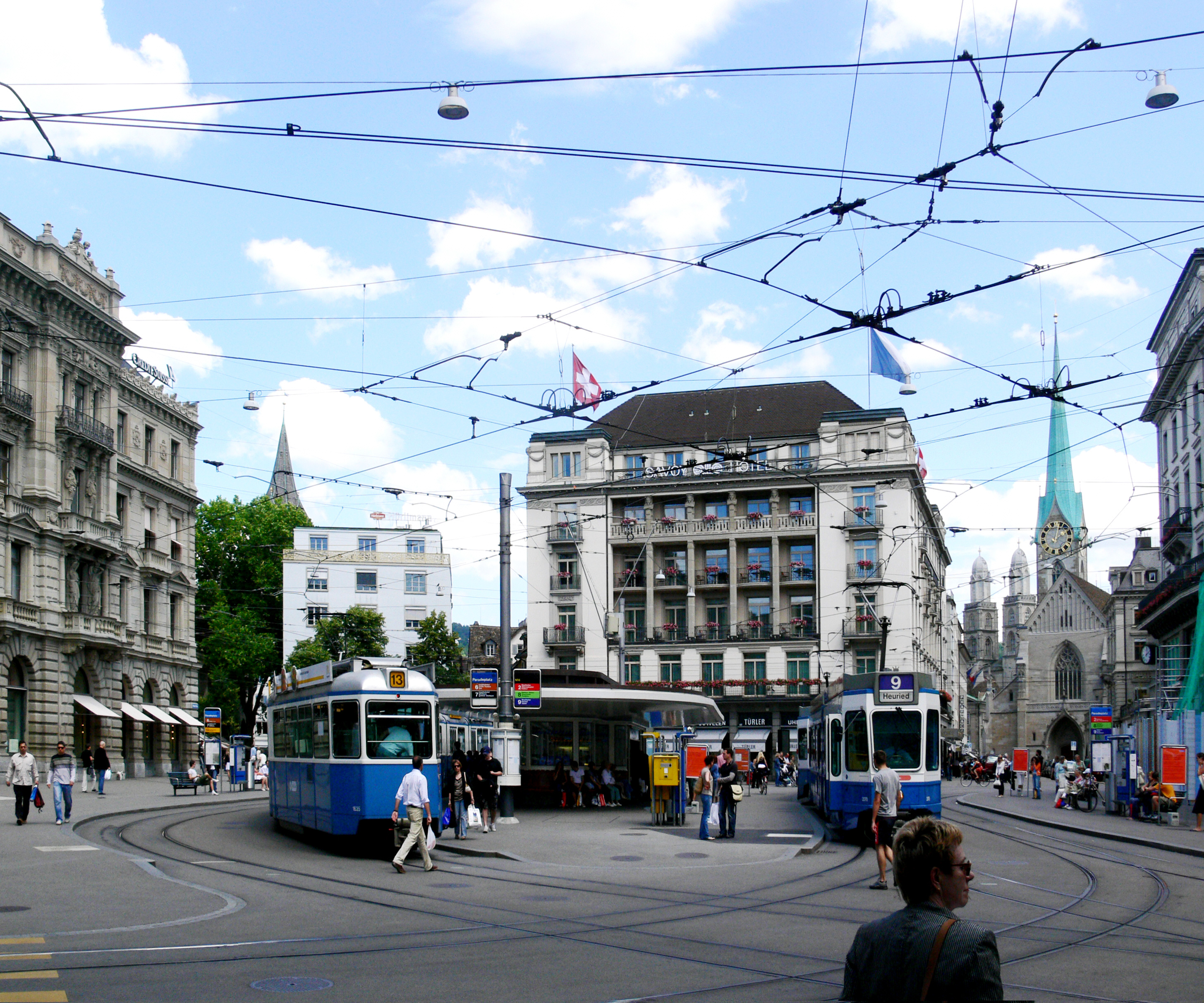
Зупинка Парадплац - великий трамвайний пересадний вузол у самому центрі Цюриха

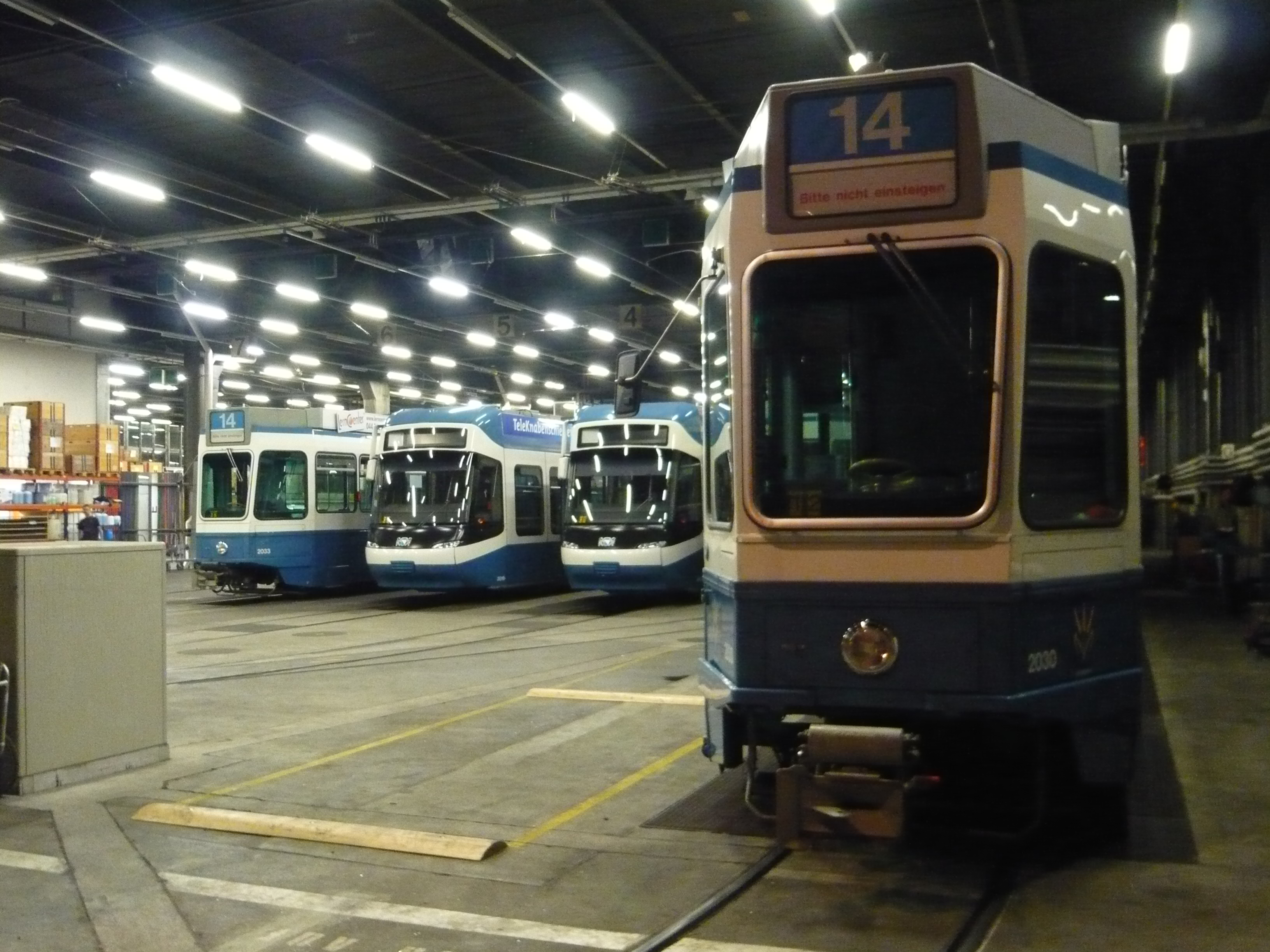
У трамвайному депо «Калкбрейт»

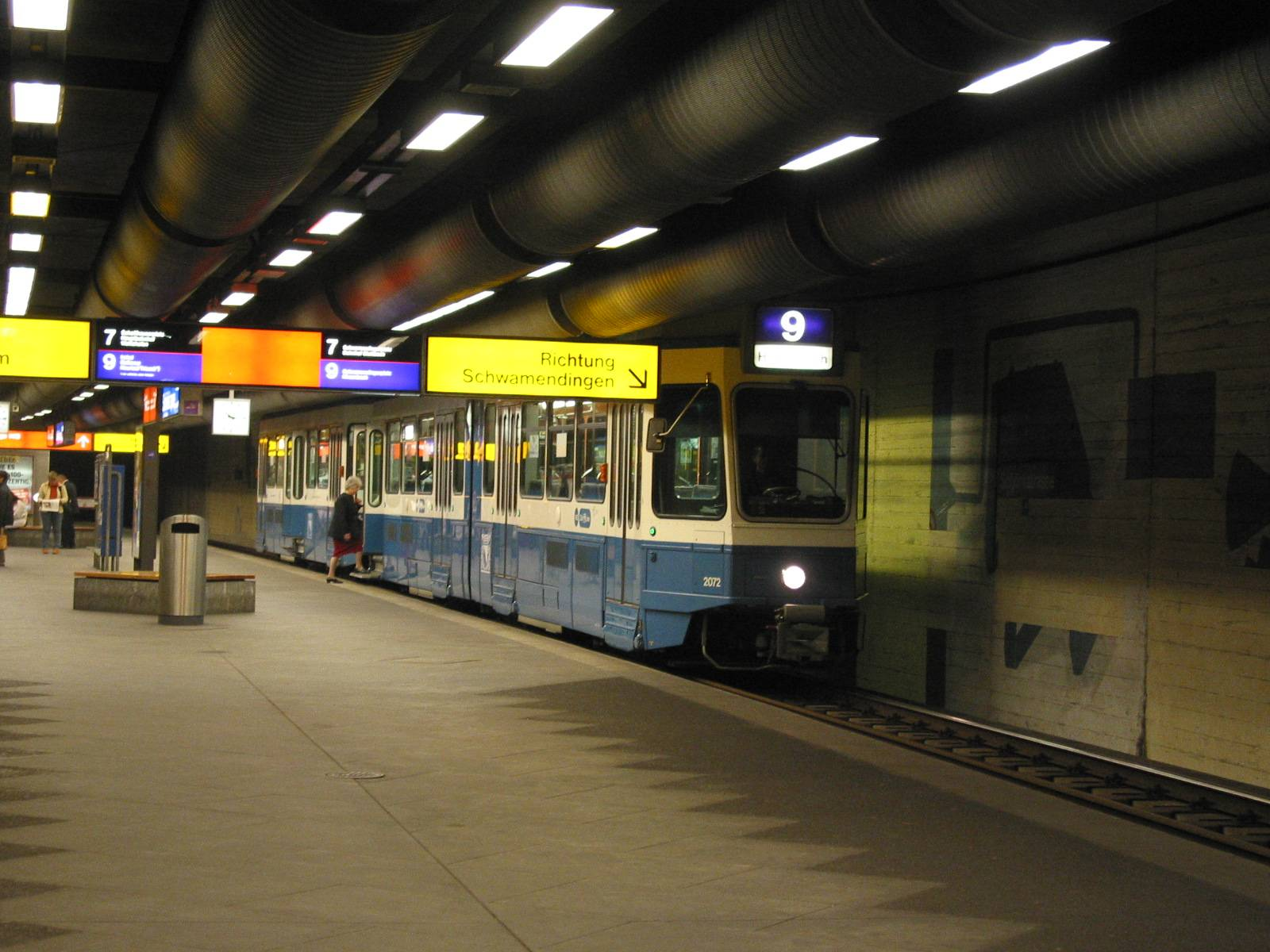
Вагон типу «Трам 2000» у тунелі

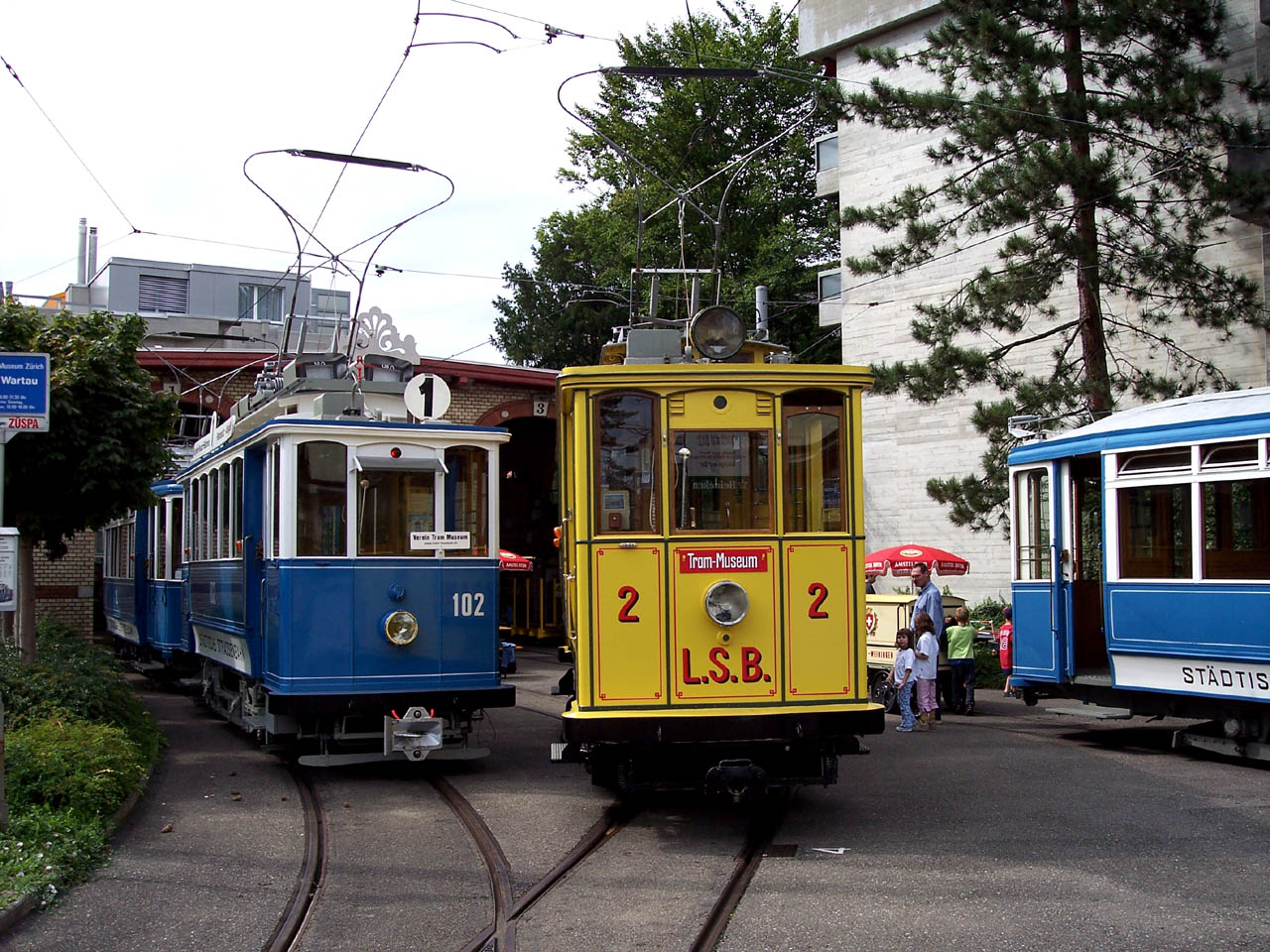
Історичні музейні вагони біля депо «Вартау»

### Організація руху
Цюрихський трамвай відрізняється ідеальною організацією руху. 
Практично всі маршрути (крім 10) є діаметральними — це означає, що вони сполучають два відносно протилежні райони міста, проходячи через його історичний центр. 
На всіх маршрутах діє тактовий розклад, який дотримується з точністю до 1 хвилини. 
Трамваї працюють приблизно з 5 години ранку до 1 години ночі. 
Інтервал руху на більшості маршрутів становить близько 5 хвилин у робочі дні і близько 10 хвилин - у вихідні та святкові (пізно ввечері інтервали збільшуються).
Продаж проїзних квитків здійснюється в автоматах, що є на кожній зупинці, та у спеціальних квиткових касах, розташованих на великих пересадочних вузлах. 
На трамваях Цюриха діє єдина система проїзних квитків для кантону Цюрих. 
Також діють проїзні квитки, що діють на всій території Швейцарії. 
Майже вся трамвайна мережа розташована у межах внутрішньої міської тарифної зони Цюриху. 
Єдиним винятком є лінія маршруту 10, що веде до аеропорту Цюриху.

### Зупинки та кінцеві станції
На кожній трамвайній зупинці є спеціальні посадкові платформи в один рівень із низькою підлогою сучасних вагонів типу «Кобра», що полегшують посадку та висадку інвалідів у візках. 
Багато зупинок (наприклад, Парадеплац, Централь, Беллефю) є дуже складними пересадочними вузлами з декількома платформами для різних напрямків руху трамваїв. 
Майже всі зупинки обладнані електронними табло, що постійно показують час, що залишається до прибуття найближчих 4 маршрутів у кожному напрямку згідно з розкладом.
Всі кінцеві станції мають розворотні кільця, так як використовується тільки односторонній рухомий склад. У деяких місцях (наприклад, на кільці Зоо) розворот організований за годинниковою стрілкою з самоперетинанням колій на кільці.

### Трамвайні депо
З 1997 року у Цюриху експлуатують 5 трамвайних депо - «Гард», «Ірхель», «Калькбрайте», «Ерлікон» і «Воллісгофен». 
Два з них використовуються тільки для відстою вагонів, не здійснюючи їх обслуговування - депо «Гард» (з 2008 року) і «Воллісгофен» (з 1998 року). 
З реалізацією проєкту Глаттальбан депо «Ерлікон» розширено та модернізовано для прийняття вагонів підприємства VBG (закінчення робіт в 2010 році). 
Ремонт вагонів здійснюється в центральних майстернях підприємства VBZ в Альтштеттені.
Колишнє депо «Вартау» тривалий час використовувалось трамвайним музеєм Цюриха для зберігання історичних вагонів. 
У травні 2007 року музей переїхав у закрите ще 1997 року і після цього спеціально переобладнане депо «Бургвіс», а депо «Вартау» з того часу використовують для ремонту та реставрації музейного рухомого складу.

### Трамвайний тунель
До складу цюрихської трамвайної мережі входить тунель завдовжки 2 км між зупинками «Швамендінгер-Плац» і «Мільхбук». 
Він був побудований в 1971 році для метрополітену, що планувався тоді, проєкт будівництва якого був відхилений громадянами на референдумі в 1973 році. 
Тунель, що не використовувався, в 1986 році був пристосований під трамвайну лінію, і на ній працюють маршрути 7 і 9.
У цьому тунелі організовано лівосторонній рух трамваїв, оскільки три зупинки, що знаходяться в ньому, мають «острівні» посадкові платформи (подібну до станцій метрополітену), тоді як двері біля вагонів знаходяться праворуч. 
Після в'їзду у тунель трамвайні колії протилежних напрямів хрестоподібно перетинаються у різних рівнях.

## Трамвайний музей
Цюрихський трамвайний музей було засновано в 1967 році. З 2007 року його постійна експозиція розташована у колишньому трамвайному депо «Бургвіс». Музей має велику кількість вагонів історичного рухомого складу Цюриха та передмість, більшість з яких на ходу і здатна здійснювати поїздки містом. 
Ці вагони використовуються на музейному маршруті 21, а також для проведення екскурсійних або рекомендованих рейсів.